# Ильино (Володарский район)
Ильино́ — посёлок в Володарском районе Нижегородской области. Административный центр Ильинского сельсовета. Население 2242 (2010) человек

## Общая физико-географическая характеристика
Географическое положение
По автомобильным дорогам расстояние до областного центра города Нижнего Новгорода составляет 75 км, до районного центра города Володарска — 18 км. Абсолютная высота 80 метров над уровнем моря.
Часовой пояс
Ильино, как и вся Нижегородская область, находится в часовой зоне МСК (московское время). Смещение применяемого времени относительно UTC составляет +3:00.

## История
С момента основания в конце XIX века посёлок был пристанционным и располагался на пути Московско-Нижегородской железной дороги. Подрядные работы по строительству выполнял купец Николай Бугров. Перед Октябрьской революцией населённый пункт входил в Мячковскую волость, Гороховецкого уезда, Владимирской губернии.

## Население
| 1905 | 1926 | 1999  | 2002  | 2010  |
| ---- | ---- | ----- | ----- | ----- |
| 57   | ↗190 | ↗1950 | ↘1666 | ↗2242 |

Национальный состав
Согласно результатам переписи 2002 года, в национальной структуре населения русские составляли  95% из 1666 человек.

## Транспорт
В посёлке расположена железнодорожная станция Ильино, на которой останавливаются пригородные поезда направления Нижний Новгород – Вязники и поезда дальнего следования направления Нижний Новгород – Москва (кроме скоростных поездов, таких как «Ласточка» Нижний Новгород – Москва и поезд 063/064 Санкт-Петербург – Самара).